# Аншелес, Осип Маркович
Осип (Иосиф) Маркович Аншелес (1885 — 1957) — российский и советский кристаллограф, профессор. Брат учёного-инфекциониста, профессора И. М. Аншелеса.

## Биография
Родился в еврейской семье профессора-эпидемиолога И. Х. Аншелеса, выпускника Киевского университета Святого Владимира. В 1909-1913 обучался на кафедре минералогии естественного отделения физико-математического факультета университета, в 1913—1918 оставался при кафедре для подготовки к профессорскому званию. Также прослушал лекции Е. С. Фёдорова в Горном институте, а с 1915 до 1925 преподавал там же по совместительству. В 1918—1926 преподаватель и исполняющий обязанности профессора Географического института, в 1926—1957 являлся профессором и заведующим кафедрой кристаллографии. Одновременно в 1924—1932 по совместительству работал в Геолкоме-ЦНИГРИ. Находясь в блокадном Ленинграде, и затем в эвакуации, обеспечил совместно с В. Б. Татарским и А. А. Штернбергом выполнение оборонного заказа по выращиванию кристаллов сегнетовой соли на основе разработанного ими скоростного метода.

## Публикации
- Аншелес О. М. Таблицы формул для вычисления кристаллов. Инструкция по черчению кристаллов. Л., 1934.
- Аншелес О. М. Вычислительные и графические методы кристаллографии. Л. : Изд-во Ленингр. ун-та, 1939. — 299 с.
- Аншелес О. М., Татарский В. Б., Штернберг А. А. Скоростное выращивание однородных кристаллов из растворов. Кристаллизация сегнетовой соли. Л. : Лениздат, 1945.
- Аншелес О. М., Буракова Т. Н. Микрохимический анализ на основе кристаллооптики. Л., 1948.
- Аншелес О. М. Начала кристаллографии. Учебник для геологических специальностей государственных университетов и высших технических учебных заведений. Ленинградский государственный ордена Ленина университет имени А. А. Жданова. — Л. : Изд-во Ленингр. ун-та, 1952. — 276 с., 5 л. ил. : ил.; 26 см.[2]
- Фёдоров Е. С., Аншелес О. М. (под ред.). Начала учения о фигурах. М. : АН СССР, 1953[3].
- Аншелес О. М. История развития кафедры Кристаллографии ЛГУ. Записки РМО. Ч. CXXXIII. № 5. С. 34-39.